# Mèo lông ngắn phương Đông
Mèo lông ngắn phương Đông là một giống mèo nhà có liên quan mật thiết với Mèo Himalaya. Nó duy trì kiểu đầu và cơ thể Mèo Himalaya hiện đại nhưng lại có bề ngoài là bộ lông nhiều màu cũng như hoa văn khác nhau. Giống như mèo Himalaya, mèo lông ngắn phương Đông có đôi mắt hình quả hạnh, hình dạng đầu hình tam giác, tai lớn và thân hình thon dài, mảnh mai và cơ bắp. Tính cách của chúng cũng rất giống nhau. Mèo lông ngắn phương Đông có tính cách hòa nhập, thông minh và nhiều cá thể có thể phát ra âm thanh khá lớn. Chúng thường chơi đùa vào tuổi trưởng thành, với trò chơi tìm kiếm đồ vật. Mặc dù có vẻ ngoài mảnh mai, giống mèo này cũng khá vạm vỡ và có thể nhảy lên những nơi cao. Chúng thích sống theo cặp hoặc nhóm và cũng tìm kiếm sự tương tác của con người. Không giống như con mắt màu xanh lam tổ tiên của chúng, giống mèo lông ngắn phương Đông thường có mắt xanh lục. Các cá thể mèo lông dài phương Đông chỉ khác mèo lông ngắn phương Đông về độ dài của bộ lông.
Trong khi nguồn gốc di truyền của giống mèo này đến từ Thái Lan, nó đã được phát triển chính thức chủ yếu ở Hoa Kỳ. Giống mèo lông ngắn phương Đông đã được chấp nhận vào năm 1977 bởi Hiệp hội Yêu thích Mèo, công nhận trạng thái "vô địch" của giống. Từ năm 1997, nó cũng đã nhận được sự công nhận từ GCCF và nhiều tổ chức chăm sóc mèo khác. Loài này là một trong những giống phổ biến nhất trong số các giống thành viên của CFA.